# NGC 1739
NGC 1739 è una galassia a spirale barrata situata nella costellazione della Lepre, a una distanza di circa 188 milioni di anni luce dalla nostra Via Lattea.

## Scoperta
La galassia è stata scoperta l'11 dicembre 1885 dall'astronomo statunitense Ormond Stone.

## Descrizione
NGC 1739 ha una classe di luminosità II-III e presenta una larga riga a 21 cm dell'idrogeno neutro.
NGC 1739 forma una coppia di galassie interagenti con NGC 1738.